# 니와 시게우지
니와 시게우지(일본어: 丹羽薫氏, 1695년 ~ 1757년 7월 8일)는 에도 시대 중기의 다이묘이다. 에치고 다카야나기번 제2대 번주, 하리마 미쿠사 번 초대 번주를 지냈다. 우지쓰구계 니와가(氏次系丹羽家) 제7대 당주이기도 하다.
| 전임 니와 우지오토 | 제2대 다카야나기번 번주 (후다이 니와가) 1705년 ~ 1739년 | 후임 폐번 |

|  | 기나이 인근(가와치국·하리마국·미마사카국)의 다이묘 (후다이 니와가) 1739년 ~ 1746년 |

|  | 제1대 미쿠사 번 번주 (후다이 니와가) 1746년 ~ 1757년 | 후임 니와 우지히데 |